# ブハス
ブハス (ウクライナ語: Бугас; 露: Бугас, ブガス) は、ウクライナ南東部ドネツィク州のヴォルノヴァーハ地区の村である。都市マリウポリの郊外で、ヴォルノヴァーハ地区の行政中心地であるヴォルノヴァーハ市の北に位置している。人口は約1450人。
2014年に勃発したドンバス戦争後は親露分離派からの占領は受けなかったものの、同派の占領地域とウクライナが統治している地域の境界に隣接し、やはり占領されたドネツィク州の州都ドネツィクから35キロの地点に位置しており、ウクライナによって「入国審査」の検問所が設けられた。
2015年1月、検問所に向けて爆撃があり、検問所を通過していたバスが巻き込まれ12人が死亡、13人が負傷した。
また、ギリシャ人の住民が多い地域で、マリウポリを中心に数千人のギリシャ人が居住しており、2022年のロシアによるウクライナ侵攻の際にはブハス村に居住するギリシャ人からも爆撃による死者が出た。